# Nobody (film)
Nobody är en amerikansk actionthrillerfilm från 2021 i regi av Ilja Najsjuller, samt skriven av Derek Kolstad. I huvudrollen ses Bob Odenkirk, som spelar rollen som en tillsynes helt vanlig familjefar, som efter ett inbrott i hemmet låter bli att försvara sig. Det väcker frustration hos familjen och tänder en gnista i honom – hans mörka och våldsamma förflutna som pensionerad lönnmördare väcks till liv. I filmen medverkar även Connie Nielsen, RZA, Aleksej Serebrjakov och Christopher Lloyd, detta i varsin respektive biroll. Odenkirk är dessutom producent för hela filmen, tillsammans med bland andra David Leitch.

## Handling
Filmen följer Hutch Mansell (Bob Odenkirk), en tillsynes helt vanlig man som lever ett monotont och stillsamt liv tillsammans med sin fru och sina barn. Han är den typen av person som aldrig gör motstånd, aldrig höjer rösten och som alla – inklusive hans familj – ser som lite av en "nobody".
En natt sker ett inbrott i familjens hem. Hutch väljer att inte slå tillbaka, vilket gör hans son besviken och får hans fru att dra sig ännu längre ifrån honom. Men under ytan bär Hutch på ett förflutet som ingen längre känner till – han har tidigare arbetat som en "auditor", en lönnmördare som användes av staten för att eliminera mål som var för farliga eller känsliga för någon annan att ta sig an.
När inbrottet river upp gamla känslor börjar Hutchs inre mörker vakna till liv. Han får tillslut utlopp för sin uppdämda frustration under en brutal konfrontation på en buss, där han skyddar passagerare från ett gäng våldsamma män. Den händelsen sätter igång en kedjereaktion som drar till sig uppmärksamheten från en rysk gangsterboss.
Plötsligt är Hutchs familj i fara, och han tvingas återvända till det liv han en gång lämnat bakom sig – denna gång utan att hålla tillbaka.

## Rollista
| Bob Odenkirk        | – Hutch Mansell     |
| Aleksej Serebrjakov | – Yulian Kuznetsov  |
| Connie Nielsen      | – Becca Mansell     |
| Christopher Lloyd   | – David Mansell     |
| Michael Ironside    | – Eddie Williams    |
| Colin Salmon        | – Barberaren        |
| RZA                 | – Harry Mansell     |
| Billy MacLellan     | – Charlie Williams  |
| Araya Mengesha      | – Pavel             |
| Gage Munroe         | – Brady Mansell     |
| Paisley Cadorath    | – Sammy Mansell     |
| Aleksandr Pal       | – Teddy Kuznetsov   |
| Humberly González   | – Lupita Martin     |
| Edsson Morales      | – Luis Martin       |
| Daniel Bernhardt    | – Ligist #1         |
| Alain Moussi        | – Ligist #2         |
| Stéphane Julien     | – Ligist #3         |
| Megan Best          | – Ung kvinna        |
| J.P. Manoux         | – Pentagon-anställd |
| Kristen Harris      | – FBI-agent #1      |
| Erik Athavale       | – FBI-agent #2      |
| Ilja Najsjuller     | – Anatoly           |
| Sergej Sjnurov      | – Valentin          |